# Chiesa di Santa Maria degli Angeli (Monte Sant'Angelo)
La chiesa di Santa Maria degli Angeli è una chiesa cattolica situata a Monte Sant'Angelo, nel Gargano (provincia di Foggia).

## Storia
La chiesa è situata su una collinetta a pochi chilometri dall'abitato di Monte Sant'Angelo (sulla strada che porta all'abbazia di Santa Maria di Pulsano, luogo del cuore FAI 2010).
La tradizione vuole che essa fu fondata da san Francesco d'Assisi, mentre tornava dal suo pellegrinaggio al santuario di San Michele Arcangelo (patrimonio UNESCO) di Monte Sant'Angelo.
La struttura è stata oggetto di rimaneggiamenti sino al 1965, quando fu distrutto un altare barocco.

## Descrizione
La chiesa è di forma rettangolare. Ha un portale del XIII secolo che raffigura la Madonna a cui è dedicato il luogo di culto, ossia la Madonna degli Angeli. L'abside invece contiene una piccola nicchia risalente al XVII secolo, periodo del primo rifacimento dell'edificio.
Passando all'interno esso conteneva molti affreschi che sono andati perduti a causa dell'umidità presente nell'edificio. Nella chiesetta inoltre era anche custodita una Madonna seduta tra le nuvole, con il Bambino in braccio, di stile napoletano (la statua risale al 1700). Oggi essa è venerata in un'altra chiesa della città, la chiesa di Santa Maria Maggiore.